# Usine Geneva Steel d'Orem
L'usine Geneva Steel d'Orem était une importante usine sidérurgique, située à Vineyard, près de la ville d'Orem, dans l'Utah (États-Unis). Mis en service en 1944, ce complexe sidérurgique intégré fut longtemps exploité par l’U.S. Steel et finalement fermé en 2002.
L’usine est également connue sous le nom de Geneva Steel Works. Geneva Steel Company est le nom de l'entreprise qui exploite cette usine.

## Chronologie
- 1941 : Début des travaux de construction.
- 1944 : Achèvement de la construction de l'usine en décembre.
- 1946 : U.S. Steel Corporation rachète l'usine.
- 1986 : Fermeture de l'usine, en juillet.
- 1987 : remise en activité quelques mois plus tard par Basic Manufacturing and Technology of Utah, Inc.
- 1999 : Faillite de l’entreprise, sauvée par un prêt garanti par l’État fédéral.
- 2002 : Faillite définitive en novembre et fermeture de l’usine.
- 2005 : Démolition de l’usine.

## Histoire

### Seconde Guerre mondiale
Le gouvernement des États-Unis décida la construction d'une usine sidérurgique dans l'Utah afin de répondre à la demande d'acier des industries de guerre de la côte ouest, avant même la participation des États-Unis à la Seconde Guerre mondiale. Ce fut le principal investissement industriel fédéral dans l'Utah au cours de la guerre et il modifia durablement la structure industrielle de l'État.
Le choix de l'Utah s'explique par plusieurs facteurs. Cet État est le seul dans l'Ouest du pays à posséder à la fois des gisements de minerai de fer (comté d'Iron) et de charbon cokéfiable (comté de Carbon). La région d'Orem offre également du calcaire et de la dolomie (près de Payson), de l'eau (réservoir de Deer Creek et puits artésiens sur le site même). Il existe enfin plusieurs voies ferrées à proximité et la main-d'œuvre disponible sur place était suffisante.

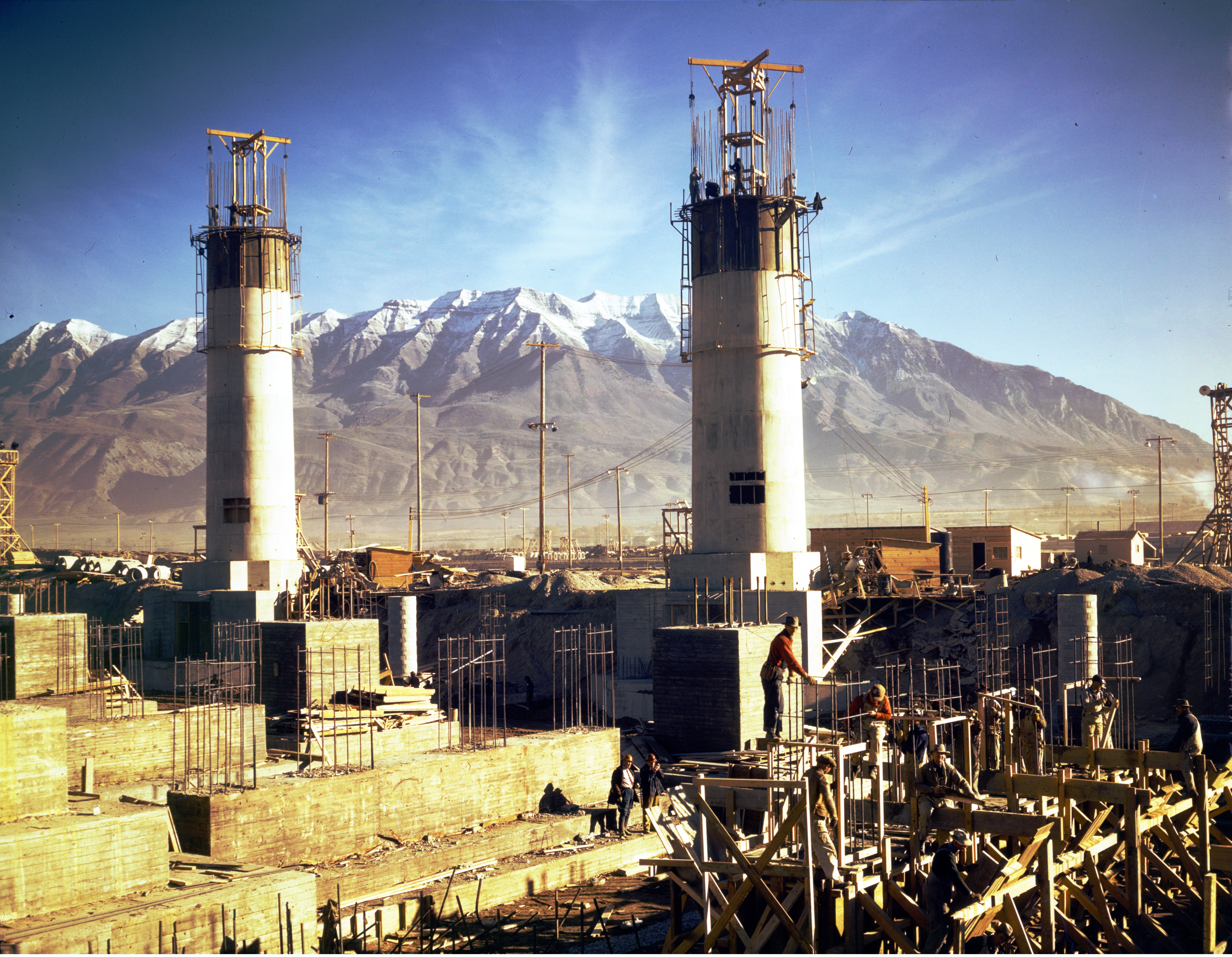
L'usine d'Orem en construction en 1942, par Andreas Feininger.

Le choix d'un site éloigné de la côte était une précaution supplémentaire en cas d'invasion de la côte ouest ou de la fermeture du Canal de Panama, ce qui devint — au moins pendant un temps — une préoccupation réelle après l'attaque japonaise sur Pearl Harbor, en décembre 1941.
Le gouvernement fédéral chargea l'U.S. Steel Corporation et sa filiale, la Columbia Steel Company, de construire puis de prendre en charge l'activité de l'usine. La construction de ce complexe sidérurgique, qui coûta 200 millions de dollars, commença en novembre 1941. Dix mille travailleurs furent engagés, mais diverses pénuries (main-d'œuvre, équipements et matériaux) retardèrent l'achèvement des travaux tout en augmentant le coût final de la construction.
L'usine commença à produire de l'acier en décembre 1944, principalement des tôles fortes et des poutrelles pour les chantiers navals de la côte ouest. C'était un complexe sidérurgique intégré réalisant le processus complet de production, depuis le minerai de fer jusqu'aux produits (tôles fortes et profilés). Employant 4 200 travailleurs l'usine d'Orem livra 575 000 tonnes métriques de tôles et 130 000 tonnes de poutrelles durant la période où elle fut la propriété de l'État.

### United States Steel
Après la guerre, en septembre 1945, l'activité de l'usine fut considérablement réduite. Le gouvernement fédéral tenta alors de la vendre aux entreprises sidérurgiques américaines. En juin 1946, l'offre de l'U.S. Steel, qui s'élevait à 47,5 millions de dollars, fut finalement acceptée, mais à la condition que l'acheteur investisse 18,6 millions de dollars supplémentaires dans l'usine d'Orem pour la convertir aux besoins civils d'après-guerre. L’usine était alors estimée à 144 millions de dollars. L'usine d'Orem fut exploitée par la Geneva Steel Company, filiale de l'U.S. Steel.
L'usine sidérurgique de Geneva d'Orem eut un impact très positif sur cette partie du sud de l'Utah, en fournissant plusieurs milliers d'emplois relativement bien payés. À son apogée, au début des années 1960, l’usine employait près de 8 000 travailleurs. Dans les années 1970, l’effectif était tombé à 5 000. Cette activité attira de nombreuses entreprises dans la région, notamment dans la construction métallique.

### Restructuration
Après plus de quarante années d'activité, l'usine fut fermée en juillet  1986 en raison de la compétition internationale, du coût élevé de la main-d'œuvre et de la stratégie industrielle de son propriétaire, la firme USX Corporation, nouveau nom de U.S. Steel. Vendue 44 millions de dollars à un groupe d’hommes d'affaires locaux conduits par Joseph Cannon, l'usine redémarra en septembre 1987 sous la raison sociale Geneva Steel Company.
Cannon avait obtenu d’importantes concessions en matière de salaires de la part du syndicat United Steelworkers, représentant les 2.850 salariés de l’usine. La réduction draconienne des stocks et une meilleure adaptation à la demande, en proposant des produits plats et des produits longs, permirent à l’usine de travailler à 85 pour cent de ses capacités et de dégager rapidement des profits. La nouvelle direction trouva de nouveaux clients sur la côte ouest, par exemple à San Francisco pour la reconstruction des ponts et des autoroutes détruits par le tremblement de terre de 1989 et en Alaska pour les réparations de l’Exxon Valdez. En 1990, l’usine expédia 1 247 000 tonnes métriques de produits sidérurgiques.
Depuis 1989, la compagnie a investi plus de 645 millions de dollars pour moderniser l’usine, dont les installations étaient anciennes et ne répondaient plus aux normes environnementales. Deux convertisseurs à oxygène remplacèrent la vieille aciérie Martin, la dernière encore en activité aux États-Unis, améliorant la qualité des produits et réduisant les coûts. Au cours des dernières années d’activité, l’effectif passa au-dessous des 2 000 salariés.
Néanmoins, l’entreprise connut des pertes financières à partir de 1995, en raison des importations massives d’acier étranger à bas prix aux États-Unis. En 1999, elle se déclara en faillite, mais fut sauvée en 2001 par un prêt de 110 millions de dollars garanti à hauteur de 85 pour cent par le gouvernement américain. Cela n’évita pas cependant une seconde faillite l’année suivante et l’activité de l’usine Geneva d’Orem fut définitivement arrêtée en 2002.

### Fermeture
En 2004, le groupe sidérurgique chinois Qingdao Iron & Steel Group Company, de Qingdao, dans la province côtière du Shandong, fit l’acquisition d’un certain nombre d’équipements : un convertisseur à oxygène, une installation de coulée continue pour brames, un laminoir à tôles et un train finisseur à tôles. Le démontage, le transport et le remontage de ces installations étaient prévus pour durer 18 à 24 mois, pour un coût supérieur au prix d’achat (40 millions de dollars). D’autres installations furent acquises par plusieurs entreprises chinoises et indiennes.
Le 30 juin 2005, à 6 heures du matin, la plupart des structures subsistantes furent démolies par explosif, dont trois hauts-fourneaux (d’une capacité de 3 250 tonnes métriques de fonte par jour), neuf fours et deux cheminées qui s’élevaient à 80 mètres au-dessus de Vineyard. En novembre 2005, les 708 hectares du site furent vendus à Anderson Development, qui doit toutefois procéder à un nettoyage complet des terrains avant toute réutilisation.

## Sources
- (en) Utah History Encyclopedia : article « Geneva Steel Plant »
- (en) « Big steel bids », Time, 13 mai 1946.
- (en) Frank Haflich, « Geneva Steel, facing final ax, hunts for buyer », American Metal Buyer, 20 novembre 2002.
- (en) Dave Anderton, « New horizon at Geneva Steel », Deseret Morning News, 30 juin 2005.
- (en) Histoire de Geneva Steel.
- (en) Histoire d'Orem.
- (en) Company History.